# Dieke (Fläming)
Dieke ist eine wüste Feldmark, die nördlich oder nordöstlich von Jüterbog im Landkreis Teltow-Fläming in Brandenburg liegt.

## Geografische Lage
Die genaue Lage der Feldmark ist bislang unbekannt. Sie könnte auf der wüsten Feldmark Heinsdorf bei Werder und Ruhlsdorf gelegen haben, vielleicht aber auch wie diese in den Feldmarken von Werder und Jänickendorf aufgegangen sein. Möglich ist auch, dass sie in Jüterbog aufgegangen ist. Die Suche nach der Feldmark erstreckt sich bis in das 16. Jahrhundert, als ein Geschichtsschreiber 1534/1543 schrieb: Digke ist ein Dorf gewest an den orth der ietzundt die Nonnen den Acker haben, auffm Storenbergk vorn Frauentor gelegen. Dies würde jedoch auf eine Lage südlich der historischen Stadtgrenzen von Jüterbog hinweisen und ist nach Ansicht von Experten eher unwahrscheinlich.

## Geschichte
Dieke wurde erstmals in den Jahren 1164/1174 urkundlich als „eines von zwei Dörfern (villa), von denen eines Dike heißt“ (in duabus villis, quarum una vocatur Dike) erwähnt und gehörte zu dieser Zeit dem Stift Gottesgnaden in Calbe (Saale). Seine Größe wurde zusammen mit dem Dorf Rothe mit 50 Hufen angegeben. Eine weitere Erwähnung gab es als Kirchdorf in den Jahren 1173/1180 in der Schreibweise Dike. Die Dörfer Rothe, Heinsdorf und Ruhlsdorf waren zu dieser Zeit nach Dieke eingekircht. Der Bischof Siegfried I. hatte den Zehnt der wüst liegenden Dörfer Dieke und Rothe zusammen mit sechs Hufen aus Jüterbog der Marienkirche übertragen. Eine letzte Erwähnung existiert aus dem Jahr 1183 als vocatur Dicke. Anschließend verliert sich die Spur der Siedlung.